# Dias Keneschow
Dias Erikuly Keneschow (kasachisch Диас Ерікұлы Кенешов; * 31. März 1985 in Ürschar, Oblast Semipalatinsk, Kasachische SSR, Sowjetunion) ist ein kasachischer Biathlet.
Dias Keneschow war zunächst als Skilangläufer national erfolgreich. Er besuchte in Urschar die Jugendsportschule der Olympischen Reserve, danach wechselte er an ein Sportinternat in Ridder. Er gewann den Titel bei den ostkasachischen Meisterschaften und war Medaillengewinner der kasachischen Meisterschaften im Langlauf. Der Athlet begann ein Sportstudium an der Kasachischen Akademie des Sports und Tourismus in Almaty und betreibt seither sowohl Sommer- wie auch Winterbiathlon. Im Sommerbiathlon ist er vor allem in der Stilrichtung Crosslauf aktiv. Bei seinen ersten Weltmeisterschaften 2007 in Otepää erreichte er noch keine besonderen Erfolge. Bestes Ergebnis war ein 21. Platz im Sprint, in der Verfolgung schied er überrundet aus. Ein Jahr später gewann er in Haute-Maurienne im Crosslauf Silber im Sprint hinter Alexei Katrenko und Bronze hinter Katrenko und Sergei Balandin in der Verfolgung. Weniger erfolgreich waren seine Einsätze in den Skiroller-Wettbewerben, dort erreichte er Platzierungen um Rang 30.
Im Winterbiathlon debütierte Keneschow 2007 im Biathlon-Europacup. In Geilo wurde er in seinem ersten Sprintrennen 63. In seinen beiden nächsten Rennen verbesserte er sich jeweils um einen Rang. Höhepunkt der Saison wurden die Biathlon-Weltmeisterschaften in Östersund. Der Kasache trat in drei Wettbewerben an. Im Einzel wurde er 87., im Sprint 85. und mit der kasachischen Staffel, zu der neben ihm auch Alexander Tscherwjakow, Alexander Schessler und Sergei Naumik gehörten, 22. Auch im Jahr darauf wurde er bei den Biathlon-Weltmeisterschaften 2009 in Pyeongchang eingesetzt. Im Sprint lief er auf Platz 75, mit der Staffel erreichte er Rang 20. Seinen größten internationalen Erfolg erreichte der Kasache mit dem 33. Platz im Einzel. Es war zugleich bestes Ergebnis im Weltcup und erstes Ergebnis in den Weltcuppunkten. Dias Keneschow nahm an den Olympischen Winterspielen 2010 teil. Bei der Eröffnungsfeier war er Fahnenträger der kasachischen Olympiamannschaft. Seine besten Resultate waren der 72. Platz im Einzel und im Sprint. Mit der Staffel belegte er Rang 18.

## Biathlon-Weltcup-Platzierungen
Die Tabelle zeigt alle Platzierungen (je nach Austragungsjahr einschließlich Olympische Spiele und Weltmeisterschaften).
- 1.–3. Platz: Anzahl der Podiumsplatzierungen
- Top 10: Anzahl der Platzierungen unter den ersten zehn (einschließlich Podium)
- Punkteränge: Anzahl der Platzierungen innerhalb der Punkteränge (einschließlich Podium und Top 10)
- Starts: Anzahl gelaufener Rennen in der jeweiligen Disziplin

| Platzierung                      | Einzel | Sprint | Verfolgung | Massenstart | Staffel | Gesamt |
| -------------------------------- | ------ | ------ | ---------- | ----------- | ------- | ------ |
| 1. Platz                         |        |        |            |             |         |        |
| 2. Platz                         |        |        |            |             |         |        |
| 3. Platz                         |        |        |            |             |         |        |
| Top 10                           |        |        |            |             |         |        |
| Punkteränge                      | 1      |        |            |             | 14      | 15     |
| Starts                           | 11     | 10     |            |             | 14      | 35     |
| Stand: nach der Saison 2012/2013 |        |        |            |             |         |        |